# Plaça d'Ildefons Cerdà
La Plaça d'Ildefons Cerdà, sovint anomenada simplement Plaça Cerdà, és una plaça barcelonina del districte de Sants-Montjuïc, molt propera al terme municipal de l'Hospitalet de Llobregat. Està situada a la intersecció entre la Gran Via de les Corts Catalanes (que hi passa per sota en un túnel) i la Ronda del Mig, concretament al límit entre la Rambla de Badal (al barri de la Bordeta) i el Passeig de la Zona Franca (a la Marina de Port).
Rep el seu nom de l'urbanista Ildefons Cerdà. Prop de la plaça s'hi troba l'Estació d'Ildefons Cerdà, de la línia Llobregat-Anoia de FGC (que també comprèn la L8 del metro de Barcelona) i l'Estació de Ciutat de la Justícia de la L10. També a prop de la plaça hi ha la Ciutat de la Justícia de Barcelona i l'Hospitalet de Llobregat.